# 足利教会
本項では、日本基督教団の教会である足利教会（あしかがきょうかい）を扱う。栃木県足利市にある栃木県最初の独立系、のちに旧組合系の教会となった。
「足利教会」の名称を持つ、あるいは含む組織としては、同じ教団内に日本基督教団足利東教会があるほか、足利に最初期にキリスト教を宣教した正教会の教会である足利ハリストス正教会、さらにカトリック足利教会、足利聖書バプテスト教会などがある。

## 沿革
1883年（明治16年）に足利市で日本基督一致教会の伝道師によりプロテスタントの伝道が開始され、石倉久次郎、大石憲英らが中心になり、講義所が設けられた。
1887年（明治20年）には津久井新三郎、石川高吉（石川角次郎の従兄）らが新たに講義所を設け、農村部や佐野、栃木方面に伝道を始める。
1889年（明治22年）、日本基督一致教会本部は星野光多を派遣し、栃木教会を組織化する。1890年（明治23年）17日に教会を設立する。
1892年（明治25年）年層の啓発のために友愛義団が結成される。バプテスト派（現・日本バプテスト同盟）の信者川井運吉が友愛義団の英語研究会の講師になる。川合により友愛義団にキリスト教精神が広まる。また、石川高吉と石川角次郎は基督教会に、友愛義団の中心人物である原田定助は日本基督一致教会また、足利武千代は日本組合基督教会にそれぞれ所属していた。
1901年（明治34年）11月3日、日本基督教会、バプテスト派、基督教会、日本組合基督教会の4つの派の信者が集まり、どの教派にも属さない独立教会を設立することになった。初代牧師には森田金之助が迎えられた。
原田定助の提唱で、1906年6月17日足利市巴町に会堂を建設した。しかし、宣教と維持運営が困難になり、10月6日に森田牧師の勧めで日本組合基督教会に加盟することになった。その後、石川裕安、星野光多、H・ペドレー、稲垣信、有馬純清らを招いて伝道を行う。また、明治末期より大正時代までに、牧野虎次、海老名弾正、小崎弘道、原田助、島田三郎が訪れて講演を行い、婦人会も丹羽もと子、海老名みやらを招いて講演を行った。
1941年に日本基督教団に所属した。戦時中は教勢が衰えるが、戦後再建し、足利キリスト青年会（YCA）を結成する。1954年教会付属みどり幼稚園を開園する。1977年に幼稚園を江川町に移転し規模を拡大し、学校法人になり障害児との統合教育を実践する。
1983年4月に教会も江川町に新築移転する。